# Секретан, Эдуар
Эдуа́р Секрета́н  (фр. Édouard Secretan; 4 сентября 1848, Гаага — 12 октября 1917, Лозанна) — швейцарский адвокат, журналист, политический и военный деятель.

## Происхождение и семья
Сын пастора французской церкви в Стокгольме, а затем — в Гааге Изака Секретана и Луиз Каролин Бомгартен. С 1873 года был женат на Лоранс Каролин Шаппюи, дочери нотариуса Луи Шаппюи, внучки политика Франсуа Вейона.

## Биография
В 1870 году окончил юридический факультет Лозаннского университета. В 1876 году получил лицензию адвоката. С 1871 по 1874 года — секретарь Политического федерального департамента в Берне. В те же 1871—1874 годы — бернский корреспондент газеты Gazette de Lausanne, а с 1874 по 1917 годы — её главный редактор; за это время газета превратилась в одно из наиболее значимых средств массовой информации Швейцарии, которое стало рупором либеральной оппозиции. В 1900 году был одним из основателей Ассоциации швейцарской прессы.
С 1886 по 1901 годы — муниципальный советник Лозанны. В 1884—1885 годах — депутат Конституционного собрания кантона Во, призванного выработать проект кантональной конституции. С 1893 по 1917 годы — депутат Большого совета кантона Во. С 1899 по 1917 года — депутат Национального совета Швейцарии. Был сторонником защиты национального достояния (Heimatschutz), выступал за пропорциональную избирательную систему, противился национализации центральным правительством железных дорог и заключению договора по перевалу Сен-Готард. Во время Первой мировой войны занял откровенно про-французскую позицию. С 1898 года — полковник швейцарской армии, с 1907 года в отставке